# Estación de Moncloa

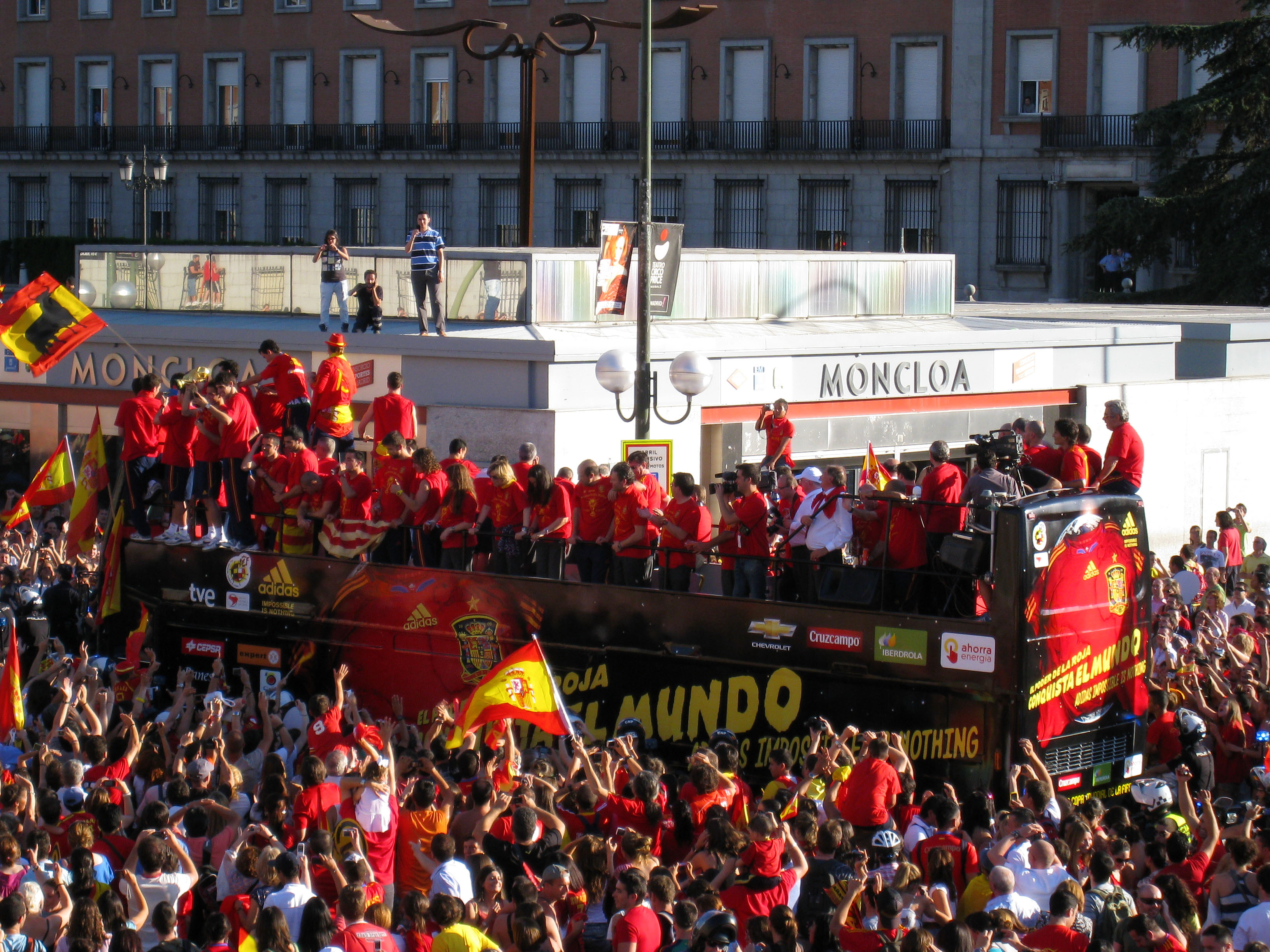
La selección española de fútbol celebra su primera Copa del Mundo en Madrid al paso del templete de la estación de Moncloa. 12 de julio de 2010.

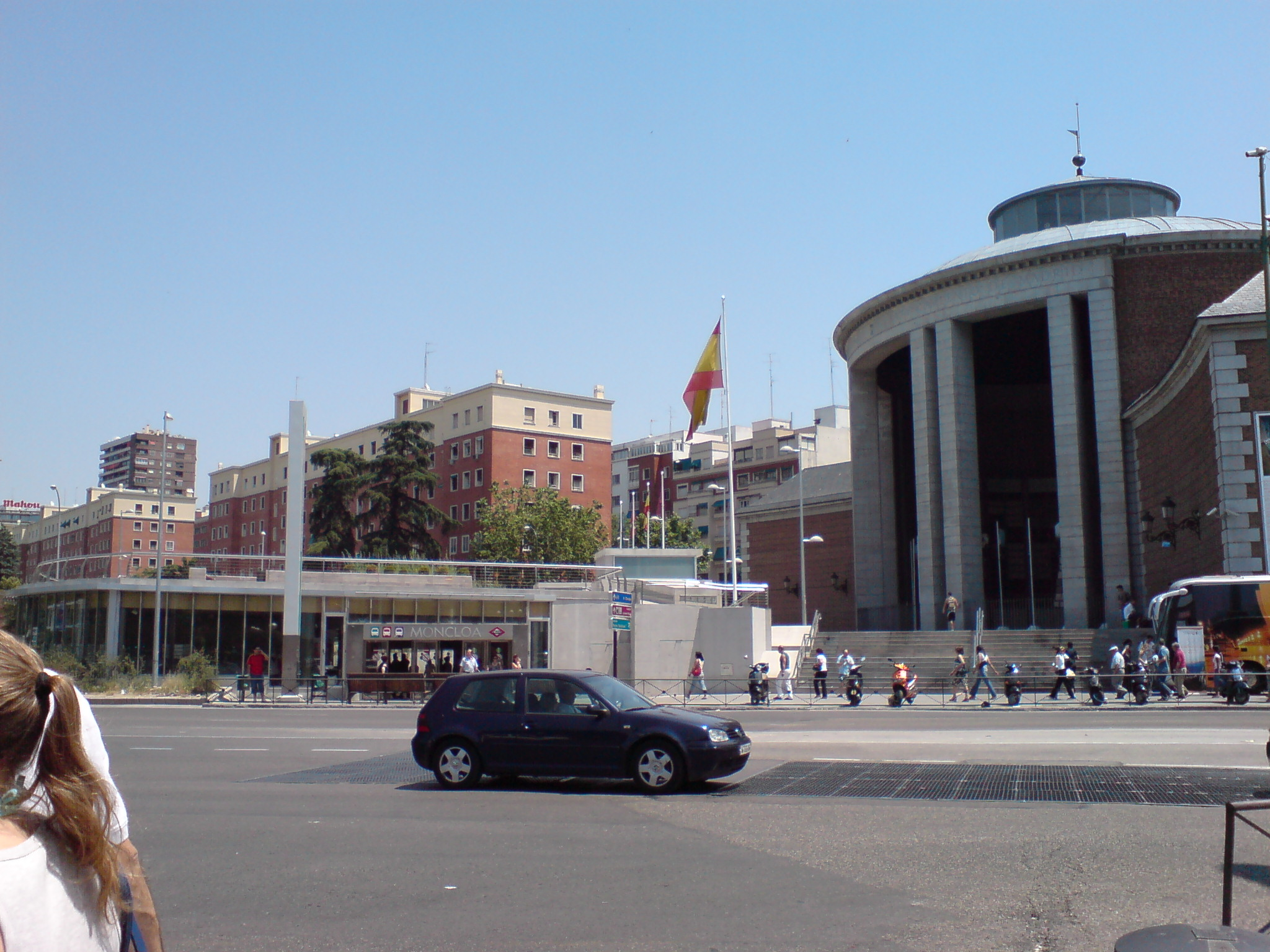
Entrada al intercambiador y Junta de Distrito.

Moncloa es un intercambiador de transportes de Madrid en el que confluye una estación de las líneas 3 y 6 del Metro de Madrid ubicada bajo la calle Princesa, junto a la cual se encuentra una terminal subterránea de autobuses, formando todo ello un intercambiador de transportes. Lleva este nombre por encontrarse bajo la plaza de la Moncloa.
Es una estación que acoge gran parte del transporte interurbano de la zona noroeste de Madrid, así como lugar de encuentro de estudiantes universitarios por la proximidad de la Universidad Complutense, facultades y centros de estudios. A la salida de la estación uno puede ver el imponente edificio del Ejército del Aire y el Arco de la Victoria.
Del 31 de mayo al 5 de septiembre de 2025, los andenes de línea 6 actúan de cabecera por el cierre del arco oeste Moncloa-Méndez Álvaro, cortado por obras de automatización de línea. Se establece un Servicio Especial de autobús gratuito entre ambas estaciones.

## Historia
La antigua estación de la línea 3 se inauguró el 17 de julio de 1963 al prolongarse desde Argüelles. La estación se diferenciaba del resto de la línea por tener andenes de 90 m en vez de 60 m. La estación tenía entonces dos accesos, uno en la C/ Isaac Peral y otro en la C/ Fernández de los Ríos, ambos inexistentes hoy día. Curiosamente, hubiera sido la única estación en salvarse de la gran reforma que se produjo en 2006.
El 10 de mayo de 1995 se abrió la estación de la línea 6, unida por un pasillo nuevo a la de la línea 3 y más profunda. Con ella se abrió un nuevo acceso en la calle Princesa frente a la Junta Municipal de Distrito.
La primera terminal subterránea de autobuses se inauguró ese mismo año un poco más tarde, trasladándose a la misma las líneas de autobús interurbanas que comunican Madrid con municipios de la sierra de Guadarrama y otros situados en el eje de la A-6. Tenía 14 dársenas y una treintena de líneas. Esta terminal llevaba dos accesos extra, uno en la esquina del paseo Moret y la C/ Princesa y otro en la C/ Princesa frente al cuartel del Ejército del Aire.
El número de líneas de autobús interurbanas que partían de Moncloa fue aumentando con el paso de los años, de forma que en 2004 se situaron de nuevo cabeceras de algunas de ellas en el paseo de Moret a la espera de ampliar la terminal subterránea de autobuses.

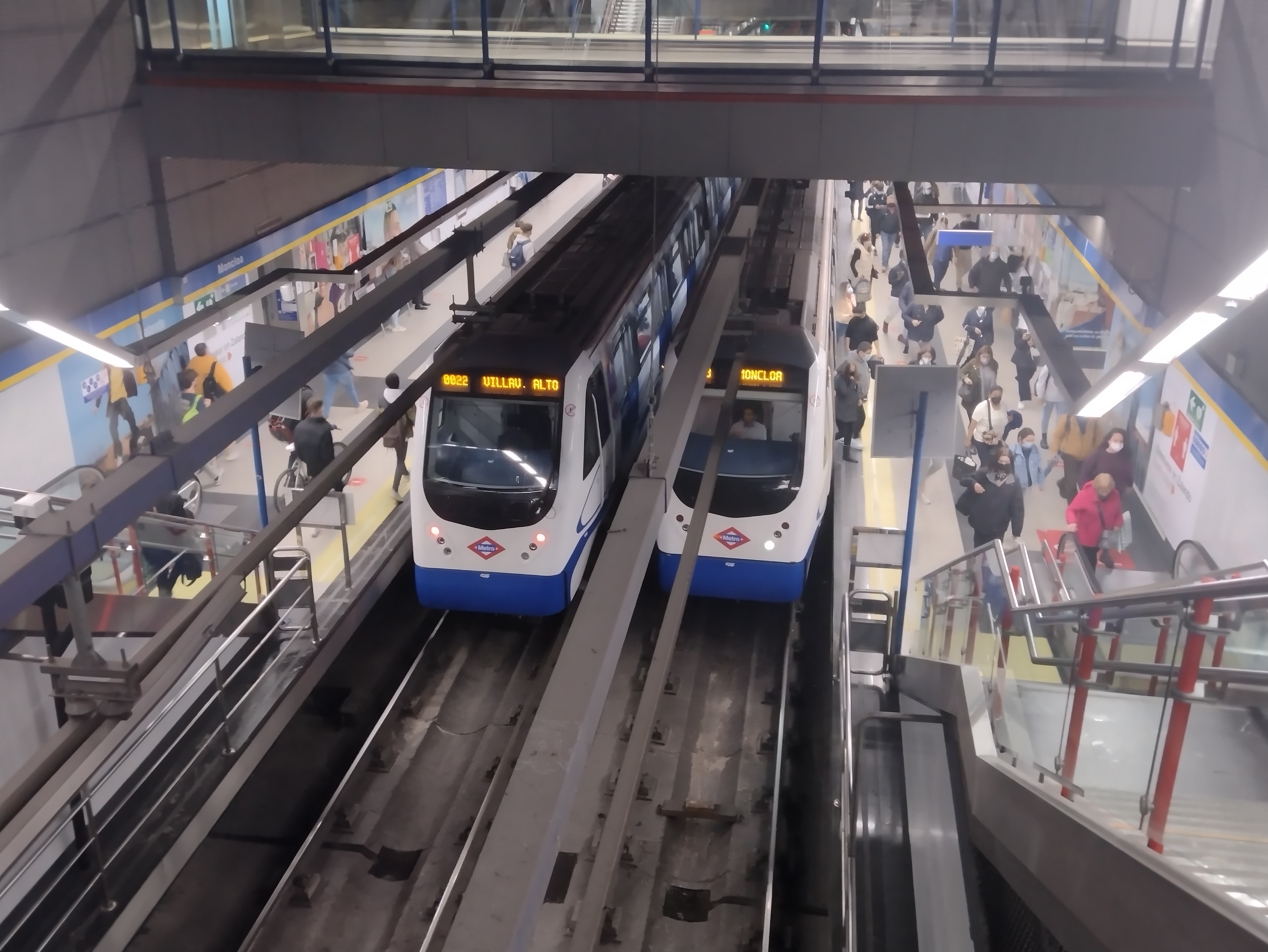
A diferencia de otras cabeceras, en Moncloa la línea 3 emplea ambos andenes, de forma que al llegar el tren a la estación todos los viajeros bajan al andén 1, luego el tren cambia de vía, y suben a él los viajeros que estaban esperando en el andén 2. Esta operativa permite una mayor capacidad en la línea ya que los flujos de viajeros no se mezclan y además puede haber a la vez un tren dejando viajeros y otro recogiéndolos, como en la imagen.

Esta ampliación necesitaba el desplazamiento de la estación de la línea 3 para aprovechar el hueco de la misma, y coincidiendo con las obras de reforma de dicha línea (que afectaron no sólo a la estación de Moncloa, sino a toda la línea al completo), se ejecutó una obra de gran envergadura que finalizó con la construcción de los nuevos andenes en paralelo a los de la línea 6. De esta manera, tras cerrar durante tres veranos (2004, 2005 y 2006) los andenes de la línea 3, la antigua estación de la línea 3 fue remplazada por la nueva el 30 de septiembre de 2006. Esta obra llevaba consigo la construcción de un nuevo acceso a la terminal subterránea de autobuses y a la C/ Arcipreste de Hita, quedando clausurados los primitivos accesos de las calles de Isaac Peral y de Fernández de los Ríos.
Con el hueco dejado por la antigua estación de la línea 3, se empezó a construir la ampliación de la terminal subterránea de autobuses, inaugurada el 18 de febrero de 2008 por la presidenta de la Comunidad de Madrid, el consejero de Transportes e Infraestructuras y algunos alcaldes de municipios de la sierra de Guadarrama. Esta nueva terminal incorpora un acceso frente a la Junta Municipal de Distrito de Moncloa-Aravaca.
El martes 19 de febrero de 2008 se abrió al público la ampliación de la terminal subterránea de autobuses, trasladándose a la misma siete líneas. Durante el resto del mes de febrero y hasta el 6 de marzo de 2008 se trasladaron progresivamente más líneas diurnas desde la zona de dársenas antigua (2-15) y desde el paseo de Moret, estando ya todas las líneas interurbanas en las nuevas islas 2 y 3 de la terminal de autobuses.
La zona antigua de la terminal subterránea sufrió un proceso de reforma para adecuarla y asemejarla a las otras dos islas de dársenas que concluyó el 23 de diciembre de 2008. Del 26 de diciembre de 2008 al 17 de enero de 2009 se reordenó la situación de diferentes líneas en las tres islas, reubicando las líneas diurnas interurbanas cuyas cabeceras están en el paseo de Moret y la calle de la Princesa. Entre el 5 y el 14 de agosto de 2009 se reubicaron varias líneas dentro del intercambiador subterráneo, añadiendo líneas de largo recorrido de ALSA con destino a Valladolid, Palencia y León que partían de la Estación Sur de Autobuses. A partir del 8 de febrero de 2010 han empezado a introducirse líneas urbanas a las islas de la terminal de autobuses, empezando por las líneas 160, 161 y 162.
El 12 de enero de 2009, un tren serie 7000 descarriló al llegar a la estación, de modo que se prohibió que los trenes de Ansaldobreda, fabricante de esta serie, circulasen por la línea 6.
Desde el 28 de junio de 2014, Moncloa se convirtió en terminal de la línea 6 por las obras de mejora de las instalaciones entre esta estación y Vicente Aleixandre. El motivo de estas obras fue la renovación de un tramo de plataforma de vía de balasto a hormigón y la sustitución de un desvío existente que databa del año 1995 por uno de nueva tecnología que conecta la línea 6 con las cocheras subterráneas de Ciudad Universitaria. Se esperaba la finalización de las mismas para primeros de septiembre, sin embargo, la buena marcha en las obras permitió la reapertura del tramo afectado el 28 de agosto de 2014.
Desde el 8 de agosto de 2018, el grupo Avanza opera el transporte público por carretera entre Segovia y Moncloa.

## Accesos
Vestíbulo Arcipreste de Hita
- Arcipreste de Hita C/ Arcipreste de Hita, 1 y 3
- Terminal de Autobuses - Isla 1 Conexión subterránea con nivel -1 de la Isla 1

Vestíbulo Cuartel General del Aire
- Princesa altura C/ Princesa, 96 (frente a la Junta Municipal del Distrito de Moncloa-Aravaca)
- Intercambiador Ejército del Aire A la altura del Cuartel General del Ejército del Aire
- Intercambiador Abierto de 6:00 a 00:00  Conexión subterránea con vestíbulo mixto Metro-Intercambiador (nivel-2) a la altura de la puerta corredera de la terminal de autobuses

Accesos Isla 1 terminal de autobuses
- Paseo de Moret Pº de Moret, s/n (esquina C/ Princesa)
- Princesa, impares C/ Princesa, 87

Accesos Islas 2 y 3 terminal de autobuses
- Princesa, pares C/ Princesa, 96 (esquina Avda. Arco de la Victoria)
- Ascensor Frente a la Junta Municipal de Distrito de Moncloa-Aravaca
- Fernández de los Ríos C/ Fernández de los Ríos, s/n (esquina Avda. Arco de la Victoria)

## Intercambiador (líneas)

### Metro

Esquema de las líneas 3 y 6, aquellas que tienen estación en Moncloa.

| << cabecera | << cabecera | < estación | Línea | estación >           | estación >     |
| ----------- | ----------- | ---------- | ----- | -------------------- | -------------- |
| El Casar    | El Casar    | Argüelles  |       | final de línea       | final de línea |
| circular    | Argüelles   | Argüelles  |       | Ciudad Universitaria | circular       |

### Autobuses

Situación actual de las diferentes líneas dentro del intercambiador de autobuses subterráneo.

#### Urbanos
| Diurnos                           |                                                |                                                 |
| Autobuses con cabecera en Moncloa |                                                |                                                 |
| Línea                             | Destino                                        | Parada                                          |
| 160                               | Aravaca                                        | 11980 MONCLOA-MINISTERIO DEL AIRE               |
| 161                               | Aravaca Sur                                    | 2419 MONCLOA (Pza. Moncloa - Ejército del Aire) |
| 162                               | El Barrial                                     | 2419 MONCLOA (Pza. Moncloa - Ejército del Aire) |
| 164                               | El Pardo                                       | 15525 MONCLOA (Paseo de Moret)                  |
| 16                                | Pío XII                                        | 543 MONCLOA (C/ Fernando el Católico, 86-88)    |
| 61                                | Narváez                                        | 543 MONCLOA (C/ Fernando el Católico, 86-88)    |
| 82                                | Pitis                                          | 1329 MONCLOA (C/ Meléndez Valdés, 72)           |
| 132                               | Hospital La Paz                                | 1329 MONCLOA (C/ Meléndez Valdés, 72)           |
| 83                                | Barrio de la Paz                               | 6003 MONCLOA-MINISTERIO DEL AIRE                |
| A                                 | Campus de Somosaguas                           | 5147 MONCLOA (Pº Ruperto Chapí)                 |
| 001                               | Estación de Atocha                             | 2800 MONCLOA (C/ Arcipreste de Hita)            |
| Autobuses pasantes en Moncloa     |                                                |                                                 |
| Línea                             | Destino                                        | Parada                                          |
| 133                               | Callao                                         | 740 MONCLOA (Plaza de la Moncloa S/N)           |
| 1                                 | Prosperidad                                    | 3687 MONCLOA (C/ Arcipreste de Hita)            |
| 44                                | Callao                                         | 3687 MONCLOA (C/ Arcipreste de Hita)            |
| 62                                | Los Puertos                                    | 3687 MONCLOA (C/ Arcipreste de Hita)            |
| C2                                | Circular 2 (> Embajadores)                     | 3687 MONCLOA (C/ Arcipreste de Hita)            |
| 138                               | San Ignacio de Loyola                          | 3687 MONCLOA (C/ Arcipreste de Hita)            |
| 133                               | Mirasierra                                     | 3688 MONCLOA (Pza. Moncloa)                     |
| 1                                 | Cristo Rey                                     | 4816 MONCLOA (Pza. Moncloa)                     |
| 44                                | Marqués de Viana                               | 4816 MONCLOA (Pza. Moncloa)                     |
| C1                                | Circular 1 (> Cuatro Caminos)                  | 4816 MONCLOA (Pza. Moncloa)                     |
| 138                               | Cristo Rey                                     | 4816 MONCLOA (Pza. Moncloa)                     |
| 62                                | Cristo Rey                                     | 15525 MONCLOA (Paseo de Moret)                  |
| Nocturnos                         |                                                |                                                 |
| Autobuses con cabecera en Moncloa |                                                |                                                 |
| Línea                             | Destino                                        | Parada                                          |
| N28                               | Aravaca                                        | 2419 MONCLOA (Plaza de la Moncloa S/N)          |
| N31                               | El Pardo                                       | 11980 MONCLOA-MINISTERIO DEL AIRE               |
| Autobuses pasantes en Moncloa     |                                                |                                                 |
| Línea                             | Destino                                        | Parada                                          |
| N21                               | Cibeles                                        | 3687 MONCLOA (C/ Arcipreste de Hita)            |
| NC2                               | Circular 2 (> Pza. España - Atocha)            | 3687 MONCLOA (C/ Arcipreste de Hita)            |
| N21                               | Arroyo del Fresno                              | 3688 MONCLOA (Pza. Moncloa)                     |
| NC1                               | Circular 1 (> Cuatro Caminos - Manuel Becerra) | 3688 MONCLOA (Pza. Moncloa)                     |

#### Interurbanos
| Diurnos                                             |                                                                                         |                                        |                               |
| Autobuses con cabecera en Moncloa                   |                                                                                         |                                        |                               |
| Línea                                               | Destino                                                                                 | Parada                                 | Operador                      |
| 573                                                 | Boadilla del Monte (por Urbanización Montepríncipe)                                     | 15525 MONCLOA (Paseo de Moret)         | Empresa Boadilla              |
| 865                                                 | Campus UPM Montegancedo                                                                 | 11278 Pº RUPERTO CHAPÍ-MONCLOA         | Empresa Boadilla              |
| Autobuses con cabecera en Intercambiador de Moncloa |                                                                                         |                                        |                               |
| (nivel -1)                                          |                                                                                         |                                        |                               |
| Líneas                                              | Destino                                                                                 | Parada                                 | Operador                      |
| 632                                                 | La Navata - Galapagar - El Guijo                                                        | Dársena 1                              | Avanza Movilidad Integral     |
| 635                                                 | La Navata - Galapagar                                                                   | Dársena 1                              | Avanza Movilidad Integral     |
| 631                                                 | Galapagar - Colmenarejo                                                                 | Dársena 2                              | Avanza Movilidad Integral     |
| 621                                                 | Las Rozas de Madrid                                                                     | Dársena 3                              | Auto Periferia                |
| 624                                                 | Colonia Veracruz - Las Rozas de Madrid                                                  | Dársena 3                              | Auto Periferia                |
| 629                                                 | Las Rozas de Madrid (Parque Empresarial)                                                | Dársena 3                              | Auto Periferia                |
| 622                                                 | Las Rozas de Madrid - Las Matas                                                         | Dársena 4                              | Auto Periferia                |
| 624A                                                | Las Rozas de Madrid (Marazuela)                                                         | Dársena 4                              | Auto Periferia                |
| 628                                                 | El Cantizal                                                                             | Dársena 4                              | Auto Periferia                |
| 625                                                 | Monte Rozas                                                                             | Dársena 5                              | Auto Periferia                |
| 623                                                 | Villafranca del Castillo                                                                | Dársena 6                              | Auto Periferia                |
| 627                                                 | Villanueva de la Cañada - Brunete                                                       | Dársena 6                              | Auto Periferia                |
| VAC-046                                             | Autobuses largo recorrido - Ponferrada / Santiago de Compostela / La Coruña / Lugo      | Dársena 7                              | ALSA                          |
| VAC-160                                             | Autobuses largo recorrido - León / Palencia / Valladolid / Oviedo / Gijón               | Dársena 7                              | ALSA                          |
| VAC-246                                             | Autobuses largo recorrido - Segovia / El Espinar / Melgar de Fernamental (con hijuelas) | Dársena 8                              | Avanza Movilidad Integral     |
| VAC-246                                             | Autobuses largo recorrido - Segovia / El Espinar / Melgar de Fernamental (con hijuelas) | Dársena 9                              | Avanza Movilidad Integral     |
| 645                                                 | Robledo de Chavela - Cebreros                                                           | Dársena 10                             | ALSA                          |
| 661A                                                | Las Zorreras (por Galapagar)                                                            | Dársena 10                             | ALSA                          |
| 662                                                 | Urbanización Molino de la Hoz                                                           | Dársena 10                             | ALSA                          |
| 661                                                 | San Lorenzo de El Escorial (por Galapagar)                                              | Dársena 11                             | ALSA                          |
| 664                                                 | San Lorenzo de El Escorial (por Guadarrama)                                             | Dársena 11                             | ALSA                          |
| Descenso de viajeros                                | Descenso de viajeros                                                                    | Dársena 12                             |                               |
| Descenso de viajeros                                | Descenso de viajeros                                                                    | Dársena 13                             |                               |
| VAC-259                                             | Autobuses largo recorrido - Salamanca                                                   | Dársena 14                             | Monbus                        |
| VAC-223                                             | Autobuses largo recorrido - Ávila / Villacastín                                         | Dársena 14                             | Jiménez Dorado (RJ Autocares) |
| VAC-247                                             | Autobuses largo recorrido - Ávila / Piedrahita / Aldeanueva del Camino                  | Dársena 14                             | Jiménez Dorado (RJ Autocares) |
| (nivel -1)                                          |                                                                                         |                                        |                               |
| Líneas                                              | Destino                                                                                 | Parada                                 | Operador                      |
| 682                                                 | Villalba - Guadarrama                                                                   | Dársena 20                             | Avanza Movilidad Integral     |
| 684                                                 | Cercedilla (por Guadarrama)                                                             | Dársena 20                             | Avanza Movilidad Integral     |
| 688                                                 | Los Molinos                                                                             | Dársena 20                             | Avanza Movilidad Integral     |
| 681                                                 | Alpedrete                                                                               | Dársena 21                             | Avanza Movilidad Integral     |
| 691                                                 | Becerril de la Sierra - Navacerrada - Valdesquí                                         | Dársena 21                             | Avanza Movilidad Integral     |
| 683                                                 | Collado Mediano                                                                         | Dársena 22                             | Avanza Movilidad Integral     |
| 687                                                 | Collado Villalba                                                                        | Dársena 22                             | Avanza Movilidad Integral     |
| Descenso de viajeros                                | Descenso de viajeros                                                                    | Dársena 23                             |                               |
| Descenso de viajeros                                | Descenso de viajeros                                                                    | Dársena 24                             |                               |
| 672                                                 | Cerceda (por Mataelpino)                                                                | Dársena 25                             | Francisco Larrea              |
| 672A                                                | Cerceda (Directo)                                                                       | Dársena 25                             | Francisco Larrea              |
| 673                                                 | Collado Villalba (Hospital)                                                             | Dársena 25                             | Francisco Larrea              |
| 671                                                 | Moralzarzal                                                                             | Dársena 26                             | Francisco Larrea              |
| 641                                                 | Valdemorillo                                                                            | Dársena 27                             | ALSA                          |
| 642                                                 | Colmenar del Arroyo                                                                     | Dársena 27                             | ALSA                          |
| 643                                                 | Villanueva del Pardillo                                                                 | Dársena 27                             | ALSA                          |
| 613                                                 | Torrelodones (por Centro Comercial)                                                     | Dársena 28                             | Avanza Movilidad Integral     |
| 686                                                 | Torrelodones (por Los Peñascales)                                                       | Dársena 28                             | Avanza Movilidad Integral     |
| 686A                                                | Torrelodones (por Montealegre)                                                          | Dársena 28                             | Avanza Movilidad Integral     |
| 611                                                 | Hoyo de Manzanares                                                                      | Dársena 29                             | Avanza Movilidad Integral     |
| 611A                                                | Hoyo de Manzanares (por Urbanización Las Colinas)                                       | Dársena 29                             | Avanza Movilidad Integral     |
| 612                                                 | Torrelodones                                                                            | Dársena 29                             | Avanza Movilidad Integral     |
| (nivel -1)                                          |                                                                                         |                                        |                               |
| Líneas                                              | Destino                                                                                 | Parada                                 | Operador                      |
| 46                                                  | Sol / Sevilla                                                                           | Dársena 30                             | EMT Madrid                    |
| 656                                                 | Pozuelo de Alarcón                                                                      | Dársena 31                             | Avanza Movilidad Integral     |
| G                                                   | Ciudad Universitaria                                                                    | Dársena 32                             | EMT Madrid                    |
| Descenso de viajeros                                | Descenso de viajeros                                                                    | Dársena 33                             |                               |
| Descenso de viajeros                                | Descenso de viajeros                                                                    | Dársena 34                             |                               |
| 656A                                                | Pozuelo de Alarcón / Urb. La Cabaña                                                     | Dársena 35                             | Avanza Movilidad Integral     |
| 657A                                                | Pozuelo (San Juan de la Cruz)                                                           | Dársena 35                             | Avanza Movilidad Integral     |
| 658A                                                | Pozuelo de Alarcón (P. E. La Finca - C. C. LaFinca)                                     | Dársena 35                             | Avanza Movilidad Integral     |
| 658                                                 | Pozuelo de Alarcón (Prado Somosaguas - Ciudad de la Imagen)                             | Dársena 36                             | Avanza Movilidad Integral     |
| 659                                                 | Univ. Fco. de Vitoria - El Pinar del Plantío                                            | Dársena 36                             | Avanza Movilidad Integral     |
| 657                                                 | Pozuelo de Alarcón (Monteclaro)                                                         | Dársena 37                             | Avanza Movilidad Integral     |
| 653                                                 | Majadahonda (Hospital por FFCC)                                                         | Dársena 38                             | Avanza Movilidad Integral     |
| 654                                                 | Majadahonda (Urb. Los Satélites)                                                        | Dársena 38                             | Avanza Movilidad Integral     |
| 655                                                 | Majadahonda (Hospital)                                                                  | Dársena 38                             | Avanza Movilidad Integral     |
| 651                                                 | Majadahonda (Avda. de España)                                                           | Dársena 39                             | Avanza Movilidad Integral     |
| 652                                                 | Majadahonda (Carril del Tejar)                                                          | Dársena 39                             | Avanza Movilidad Integral     |
| Nocturnos                                           |                                                                                         |                                        |                               |
| Autobuses con cabecera en Moncloa                   |                                                                                         |                                        |                               |
| Líneas                                              | Destino                                                                                 | Parada                                 | Operador                      |
| N603                                                | Moralzarzal                                                                             | 740 MONCLOA (C/ Princesa)              | Francisco Larrea              |
| N908                                                | Villanueva del Pardillo - Valdemorillo                                                  | 740 MONCLOA (C/ Princesa)              | ALSA                          |
| N903                                                | Las Rozas de Madrid - Monte Rozas                                                       | 2419 MONCLOA (Plaza de la Moncloa S/N) | Auto Periferia                |
| N907                                                | Villanueva de la Cañada - Brunete                                                       | 2419 MONCLOA (Plaza de la Moncloa S/N) | Auto Periferia                |
| N901                                                | Pozuelo de Alarcón - Majadahonda                                                        | 6003 MONCLOA-MINISTERIO DEL AIRE       | Avanza Movilidad Integral     |
| N902                                                | Pozuelo de Alarcón - Ciudad de la Imagen                                                | 6003 MONCLOA-MINISTERIO DEL AIRE       | Avanza Movilidad Integral     |
| N906                                                | Majadahonda - Pozuelo de Alarcón                                                        | 6003 MONCLOA-MINISTERIO DEL AIRE       | Avanza Movilidad Integral     |
| N602                                                | Torrelodones - Collado Villalba                                                         | 15525 MONCLOA (Paseo de Moret)         | Avanza Movilidad Integral     |
| N604                                                | El Escorial - San Lorenzo de El Escorial                                                | 15525 MONCLOA (Paseo de Moret)         | ALSA                          |
| N904                                                | Galapagar - Colmenarejo                                                                 | 15525 MONCLOA (Paseo de Moret)         | Avanza Movilidad Integral     |
| N905                                                | Boadilla del Monte                                                                      | 15525 MONCLOA (Paseo de Moret)         | Empresa Boadilla              |

#### Largo recorrido
| Autobuses que salen del Intercambiador de Moncloa |                              |            |                               |
| Concesión                                         | Destino                      | Parada     | Operador                      |
| VAC-046                                           | Ponferrada                   | Dársena 7  | ALSA                          |
| VAC-046                                           | Lugo                         | Dársena 7  | ALSA                          |
| VAC-046                                           | La Coruña                    | Dársena 7  | ALSA                          |
| VAC-046                                           | Santiago de Compostela       | Dársena 7  | ALSA                          |
| VAC-160                                           | Olmedo                       | Dársena 7  | ALSA                          |
| VAC-160                                           | Valladolid                   | Dársena 7  | ALSA                          |
| VAC-160                                           | Palencia                     | Dársena 7  | ALSA                          |
| VAC-160                                           | León                         | Dársena 7  | ALSA                          |
| VAC-160                                           | Pola de Lena                 | Dársena 7  | ALSA                          |
| VAC-160                                           | Mieres                       | Dársena 7  | ALSA                          |
| VAC-160                                           | Oviedo                       | Dársena 7  | ALSA                          |
| VAC-160                                           | Gijón                        | Dársena 7  | ALSA                          |
| VAC-160                                           | Avilés                       | Dársena 7  | ALSA                          |
| VAC-246                                           | Segovia                      | Dársena 8  | Avanza Movilidad Integral     |
| VAC-246                                           | El Espinar                   | Dársena 8  | Avanza Movilidad Integral     |
| VAC-246                                           | San Rafael                   | Dársena 8  | Avanza Movilidad Integral     |
| VAC-246                                           | Bernardos                    | Dársena 8  | Avanza Movilidad Integral     |
| VAC-246                                           | Nava de la Asunción          | Dársena 8  | Avanza Movilidad Integral     |
| VAC-246                                           | Coca                         | Dársena 8  | Avanza Movilidad Integral     |
| VAC-246                                           | Navas de Oro                 | Dársena 8  | Avanza Movilidad Integral     |
| VAC-246                                           | Peñafiel                     | Dársena 8  | Avanza Movilidad Integral     |
| VAC-246                                           | Melgar de Fernamental        | Dársena 8  | Avanza Movilidad Integral     |
| VAC-246                                           | Segovia (Directo)            | Dársena 9  | Avanza Movilidad Integral     |
| VAC-259                                           | Salamanca (Servicios Exprés) | Dársena 14 | Monbus                        |
| VAC-223                                           | Ávila                        | Dársena 14 | Jiménez Dorado (RJ Autocares) |
| VAC-223                                           | Villacastín                  | Dársena 14 | Jiménez Dorado (RJ Autocares) |
| VAC-247                                           | Piedrahíta                   | Dársena 14 | Jiménez Dorado (RJ Autocares) |
| VAC-247                                           | Aldeanueva del Camino        | Dársena 14 | Jiménez Dorado (RJ Autocares) |